# 高翅鸚嘴魚
高翅鸚嘴魚，為輻鰭魚綱鱸形目隆頭魚亞目鸚哥魚科的其中一種，分布於太平洋區，從琉球群島至法屬波里尼西亞海域，棲息深度可達50公尺，本魚體延長而略側扁。頭部輪廓呈平滑的弧型。雄魚的尾部有綠色圖案，下巴上有兩條藍綠色條紋，眼睛和鰓蓋周圍有類似顏色的斑點和線條，尾鰭呈新月形，上下葉延長成絲狀，初始階段的雌魚呈褐色，散佈白色斑點，而幼魚則有條紋或斑駁，頭部呈明顯黃色，體長可達60公分，棲息在沿海礁石區，幼魚和稚魚通常單獨活動，成魚則成群行動，以藻類為食，可作為食用魚。